# Teràpia de substitució d'opioides
La teràpia de substitució d'opioides (TSO, o tractament amb agonistes opioides o TAO) és un tractament en el qual s'administra agonistes opioides (com la metadona i la buprenorfina) a pacients que presenten amb addicció als opioides.
Els beneficis d'aquest tractament inclouen una experiència més manejable de l'abstinència, una millora cognitiva, la prevenció o l'adherència al tractament de VIH/SIDA (sovint associada); i menor delinqüència o problemes econòmics (per l'adquisició il·legal dels opioides).
La durada de la TSO varia d'un individu a un altre en funció de la seva fisiologia, entorn ambiental i qualitat de vida.